# Ngawang Lozang Gjamccho
Pátý dalajláma Ngawang Lozang Gjamccho (1617 – 1682) byl prvním dalajlámou, který se stal světským vládcem Tibetu. Pod svou vládou sjednotil do té doby politicky rozpolcený Tibet, reformoval státní správu a navázal styky se zahraničními mocnostmi. Mimoto byl také významným duchovním učitelem tibetského buddhismu a zakladatelem Potály, paláce, který je dodnes symbolem Tibetu.

## Narození
Pátý dalajláma Ngawang Lozang Gjamccho se narodil dvacátého třetího dne devátého měsíce roku Ohně a Hada (1617) v Čhingwar-tagce v kraji Čhonggjä jižně od Lhasy. I když byl brzy rozpoznán jako převtělenec čtvrtého dalajlámy, bylo toto zjištění z důvodu politické nestability udržováno v tajnosti. Když se poměry poněkud uklidnily, byl chlapec odvezen do kláštera Däpung ve Lhase, kde byl v roce 1625 uveden do mnišského stavu.

## Vládce Tibetu
V době politického úpadku zajistil pátý dalajláma škole Gelugpa politickou nadvládu nad Tibetem svým spojenectvím s Gušri-chánem (1636 — 1656), vládcem chošúdských Mongolů. Gušri-chán vojensky potlačil odpor krále tibetské provincie Cang, který byl přívržencem školy Karmapa, a zajistil tak pátému dalajlámovi světskou moc nad Tibetem. Roku 1642 byl pátý dalajláma v Žikace slavnostně prohlášen vládcem Tibetu. I když titul tibetského krále získal formálně Gušri-chán a jeho potomci si jej udrželi až do r. 1717, ve skutečnosti světská moc byla v rukou dalajlámů. Dalajláma se ještě roku 1642 vydal na cestu do Lhasy, kterou prohlásil hlavním městem Tibetu.
Škola Karma Kagjü, která se na politickém konfliktu podílela, byla následně v provincii Cang tvrdě pronásledována. Pronásledována byla i škola Džonangpa, která byla dokonce v centrálním Tibetu zakázána. Toto rozhodnutí bylo odůvodněno skutečností, že škola Džonangpa hlásala nesprávný názor ohledně prázdnoty (sans. šúnjata), ústředního buddhistického pojmu, pravděpodobně ve hře ale také byly i politické důvody.
Roku 1653 vykonal pátý dalajláma oficiální návštěvu u dvora čínského císaře Šun-č', příslušníka nové mandžuské dynastie Čching. V Pekingu byl dalajláma přivítán s velikými poctami, císař jej ubytoval ve Žlutém chrámu, který pro něj nechal postavit.
Pátý dalajláma zreformoval státní správu. Jmenoval hejtmany různých okresů a nové ministry do své vlády. Založil dvě důležitá učiliště, jedno po mnišské a druhé pro laické úředníky, kde se kromě obvyklých předmětů vyučoval i sanskrt, mongolština, astrologie, poezie, lukostřelba a jezdectví. Také nařídil sčítání lidu, aby mohl vytvořit přesnější a spravedlivější daňový systém.

## Stavba Potály a kláštera Näčhung
Hned po svém příchodu do Lhasy započal dalajláma v roce 1642 se stavbou paláce Potály na ruinách paláce Thicemarpo, postaveného v 7. století králem Songcän Gampou pro jeho nepálskou královnu. Potála byla dostavěna až roku 1693 po jeho smrti. Dodnes však zůstává symbolem Lhasy a celého Tibetu. Pátý dalajláma nechal také postavit klášter Näčhung (nacházející se velmi blízko původního sídla dalajlámů, kláštera Däpung). Klášter byl postaven v okolí svatyně ze 13. století, v níž mělo sídlit božstvo Pehar. V Näčhungu vznikla vládní věštírna, s jejíž pomocí bylo rozhodováno mnoho významných státních záležitostí.

## Významný učitel různých tradic
Pátý dalajláma nebyl jen představitel školy Gelugpa a světský vládce Tibetu, nýbrž také praktikoval a vyučoval dzogčhen předávaný v rámci školy Ňingmapa. Také byl tzv. tertönem – objevitelem skrytých učení, která v 9. století ukryl Padmasambhava a jeho nejbližší žáci s tím, že až přijde pravý čas na jejich pochopení, budou znovu objeveny. Také na příkaz pátého dalajlámy založilo několik jeho žáků kláštery školy Ňingmapa ve východní provincii Kham.

## Pančhenláma
Pátý dalajláma udělil svému učiteli Lozang Čhökji Gjalcchänovi titul pančhenláma. Převtělenci Lozang Čhökji Gjalcchäna od té doby nesou titul pančhenláma, přičemž držitelé tohoto titulu stojí v rámci hierarchie školy Gelugpa na druhém místě. Jelikož je však pančhenláma považován za vtělení buddhy Amitábhy, kdežto dalajlámové za vtělení bódhisattvy (tj. bytosti teprve směřující k plnému osvícení) Avalókitéšvary, tvrdí někteří pančhenlámovi stoupenci, že ve skutečnosti stojí pančhenláma výše nežli dalajláma.

## Velký pátý
Dvacátého pátého dne druhého měsíce roku Vody a Psa (1682) pátý dalajlama zemřel ve věku 68 let. Pátý dalajláma byl vynikajícím státníkem, dokázal využít spojenectví s Gušri-chanem ke sjednocení do té doby politicky nestabilního Tibetu. Tibet se stal na dalších 300 let jednotnou zemí, což mu zajistilo relativní politickou stabilitu a prosperitu. Pátý dalajláma kromě svého státnického nadání ovládal velice dobře sanskrt, byl vynikajícím duchovním učitelem a napsal několik knih. Pro všechny tyto výjimečné vlastnosti je Tibeťany nazýván jako „Velký pátý“.